# Dornbirn Sharx
Die Dornbirn Sharx (von 2007 bis 2020 SC Sharx Hard) waren ein Damen-Softballteam aus Dornbirn, welche von 2007 bis 2020 ihren Trainings- und Spielbetrieb in Hard hatten.
Die Sharx spielten in der ASL (Austrian Softball League), der höchsten Spielklasse in Österreich. Mit 14 Staatsmeistertiteln konnten sich die „Haie“ über Jahre im Spitzenfeld der Liga platzieren.
Die Sharx waren derzeit das einzige Fastpitch-Softball-Team in Vorarlberg und erste Anlaufstelle für Spielerinnen im Jugend- und Erwachsenenbereich. 2020 schlossen sich die Sharxs den Dornbirn Indians an und firmieren nun als deren Softball Team.

## Erfolge
- European Cup Champion 2009
- 14-facher österreichischer Staatsmeister (2002, 2003, 2004, 2005, 2006, 2007, 2008, 2009, 2011, 2012, 2013, 2014, 2015, 2016)